# Paul Whitehouse
Paul Julian Whitehouse(nacido el 20 de mayo de 1958) es un actor, cómico, presentador y escritor galés. Fue una de las principales estrellas de la serie de sketches cómicos de la BBC The Fast Show, y ha protagonizado con Harry Enfield los programas Harry & Paul y Harry Enfield & Chums. Ha aparecido con Bob Mortimer en la serie de la BBC Mortimer & Whitehouse: Gone Fishing, y también ha actuado en películas como Corpse Bride (2005), Alicia en el país de las maravillas (2010) y La muerte de Stalin (2017).
En una encuesta realizada en 2005 para encontrar al cómico del cómico, se situó entre los 50 mejores actores de comedia votados por cómicos y expertos en comedia.

## Primeros años
Whitehouse nació el 20 de mayo de 1958 en Stanleytown, Glamorgan, Gales. Su padre, Harry, trabajaba para la Junta Nacional del Carbón y su madre, Anita (de soltera Jones), era cantante de la Ópera Nacional de Gales. La familia se trasladó a Enfield, Middlesex, cuando él tenía 4 años, lo que le llevó a descubrir su talento para la mímica:

En el colegio no dije ni una palabra durante las cuatro primeras semanas. Creo que era porque todo el mundo hablaba de forma muy diferente a como lo hacía en Gales. Después de cuatro semanas, llegué a casa un día y dije: "Mamaaaá, quiero ir a Sarfend". Para ella fue el final, porque había perdido mi encantador ritmo galés. Así que empecé a ser muy consciente del habla y de los efectos que puede tener. Pero cuando volvía a Gales, empezaba a hablar en galés, "así, ya ves", antes de ponerme en plan Alf Garnett al volver por el otro lado. 

## Carrera
Whitehouse se licenció en Estudios del Desarrollo en la Universidad de East Anglia en otoño de 1976, donde entabló amistad con Charlie Higson. Ambos pasaron muy poco tiempo estudiando durante el primer año, en lugar de tocar la guitarra y actuar con su combo de punk rock, los Right Hand Lovers. Whitehouse abandonó los estudios y se instaló en un piso de protección oficial en Hackney, al este de Londres, donde trabajó ocasionalmente como escayolista. Tras graduarse en 1980, Higson se fue a vivir con Whitehouse, trabajando de día como decorador y actuando por la noche y los fines de semana con su nuevo grupo de punk-funk The Higsons.
La pareja empezó a trabajar como comerciantes en una casa que compartían los cómicos Stephen Fry y Hugh Laurie, lo que les inspiró para empezar a escribir comedias. Se mudaron a una urbanización donde conocieron en un pub a Harry Enfield, un vecino con un espectáculo, y después de que éste consiguiera un puesto en el programa Saturday Live de Channel 4, la pareja fue invitada a escribir para él. Whitehouse creó el personaje de Enfield, Stavros (un griego propietario de una tienda de kebabs afincado en Londres), y después Loadsamoney (un arquetipo de chico de Essex hecho y derecho en los años 80 de Margaret Thatcher); también apareció como compañero de Enfield, Lance, en Saturday Live. Este éxito dio un giro a la carrera de Whitehouse y Higson, que empezaron a aparecer en Vic Reeves Big Night Out y extensamente para la BBC, con Whitehouse apareciendo en A Bit of Fry and Laurie como un hombre con una necesidad clínica de que le acaricien el trasero, y Paul Merton: The Series, y luego en Harry Enfield's Television Programme, donde desarrolló numerosos personajes, entre ellos DJ Mike Smash de Smashie y Nicey, junto a Enfield como Dave Nice.

### Carrera televisiva
Mientras veían un avance de los mejores momentos del programa de Enfield, Whitehouse y Higson se inspiraron para crear una serie de comedia de entrega rápida que se convertiría en The Fast Show (cuando se emitió en Estados Unidos en la BBC America, el programa se tituló Brilliant). Entre los personajes de Whitehouse estaban Rowley Birkin QC, Unlucky Alf, Arthur Atkinson, Ron Manager y Ted.
Una serie en línea de The Fast Show encargada por Fosters dio lugar a seis episodios semanales lanzados el 10 de noviembre de 2011.
En 2001 y 2002, Whitehouse y el colaborador de Fast Show Dave Cummings coescribieron dos series de la comedia dramática de la BBC Happiness; Whitehouse también interpretó el papel principal como actor de doblaje con una crisis de mediana edad.
Whitehouse escribió, produjo y actuó con Chris Langham en la comedia dramática de 2005 Help, también para la BBC. En esta serie interpretó 25 papeles, todos pacientes del psicoterapeuta de Langham (excepto uno, que es el psicoterapeuta del psicoterapeuta de Langham). La colaboración de ambos dio lugar a que Whitehouse subiera al estrado de los testigos el 24 de julio de 2007 en el juicio contra Langham, en relación con el cargo de tenencia de imágenes y vídeos explícitos de menores. Langham afirmó que descargó este material como investigación para un personaje de la segunda serie de Help, pero el testimonio de Whitehouse sólo corroboró parcialmente esta explicación.
Apareció en la serie de sketches de la BBC Harry & Paul (antes Ruddy Hell! It's Harry and Paul), protagonizada junto a Harry Enfield. Whitehouse protagonizó junto a Charlie Higson la serie cómica de la BBC2 Bellamy's People, cuyo primer episodio se emitió el 21 de enero de 2010. La comedia evolucionó a partir del programa Down the Line de BBC Radio 4.El programa tenía originalmente el título provisional de Bellamy's Kingdom.
En octubre de 2014, Harry Enfield y Whitehouse revivieron los personajes clásicos Frank y George ("The Self-Righteous Brothers") de Harry Enfield and Chums, en un sketch para la serie cómica de concienciación sobre el cáncer testicular de Channel 4 The Feeling Nuts Comedy Night.
En 2015, su sitcom Nurse, basada en su serie de Radio 4 del mismo nombre (véase más abajo), se estrenó en BBC2 el 10 de marzo.
En agosto de 2015, Whitehouse, junto a Enfield, para celebrar sus 25 años de colaboración, presentó An Evening With Harry Enfield and Paul Whitehouse.
En junio y julio de 2018, Whitehouse apareció con su viejo amigo y compañero cómico Bob Mortimer en una serie de seis episodios de la BBC2, Mortimer & Whitehouse: Gone Fishing. Los dos amigos, que padecen afecciones cardíacas, comparten sus pensamientos y experiencias mientras pescan en diversos lugares del Reino Unido, a menudo con anécdotas sobre la salud de Paul y las desventuras de Bob. La cuarta serie de Gone Fishing comenzó a emitirse en 2021. La quinta serie comenzó en septiembre de 2022, y volvió para un especial de Navidad en diciembre de 2022.El dúo regresó para una sexta serie emitida en la BBC.

### Radio
Whitehouse y Charlie Higson produjeron y aparecieron en una parodia de programa telefónico Down the Line en BBC Radio 4. La primera serie se emitió entre mayo y junio de 2006. La primera serie se emitió entre mayo y junio de 2006. Una segunda serie se emitió del 16 de enero al 20 de febrero de 2007, durante la cual ganaron un premio de la Academia de Radio Sony.Una tercera serie se emitió en enero de 2008, una cuarta en enero de 2011 y una quinta en mayo de 2013. En febrero de 2014, Radio 4 emitió Nurse, escrita por Whitehouse y David Cummings y protagonizada por Esther Coles en el papel principal, con Whitehouse interpretando a diversos personajes, entre ellos Graham Downs, que había aparecido previamente en Down the Line. El programa se convertiría en la base de la serie de televisión Nurse de 2015 de BBC Two.

### Teatro
Whitehouse y el hijo de John Sullivan, Jim Sullivan, han escrito Only Fools and Horses The Musical, que se estrenó el 9 de febrero de 2019 en el Theatre Royal Haymarket de Londres.Whitehouse protagoniza el papel de Grandad. En octubre de 2022 cedió temporalmente el papel a Les Dennis.

### Otros trabajos
También protagonizó junto a Eddie Large y Russ Abbot el episodio 4 de Horne & Corden. Comic Relief 2011 contenía un nuevo vídeo parodia de "Newport (Ymerodraeth State of Mind)" dirigido por MJ Delaney en el que Whitehouse y otras celebridades galesas hacían la sincronización labial de la canción.Está disponible para descargar a través de iTunes.
Johnny Depp describió a Whitehouse como "el mejor actor de todos los tiempos". Depp apareció en el final de 2000 de The Fast Show, y él y Whitehouse han aparecido juntos en cinco películas: Finding Neverland, Corpse Bride, Alicia en el País de las Maravillas y su secuela Alicia a través del espejo, y Mortdecai. Esta última ha destacado por aludir a personajes de Fast Show.

## Influencias
Las principales influencias tempranas de Whitehouse fueron los sketches de Les Dennis y Dustin Gee y The Goodies. En 2001, cuando le preguntaron por los cómicos que le habían influido, Whitehouse dijo que Monty Python, Peter Cook y Dudley Moore eran sus principales influencias de cuando era joven. También citó como influencias modernas a Harry Enfield, de quien dijo que sin conocerlo no habría hecho lo que hace ahora, y el enfoque de Reeves y Mortimer, a quienes describió como "de lejos, los mejores cómicos que hemos tenido en este país durante mucho tiempo".

## Vida personal
Whitehouse se casó con Fiona Wightman en 1992, y la pareja tuvo dos hijas, Molly y Sophie, antes de separarse en 2000La pareja se divorció tres años después. Whitehouse apoyó a su ex mujer en una demanda civil que ésta interpuso contra un periódico nacional, por acceder a su historial médico. Posteriormente, el editor ofreció disculpas sin reservas.
Tuvo una tercera hija, Lauren, con la diseñadora de vestuario Natalie Rogers.
Whitehouse conoció a la Dra. Mine Conkbayir, de origen turco, cuando tenía 23 años y era 22 años más joven que él. Ella trabajaba en una tienda de alimentos naturales mientras estudiaba. La pareja tiene una hija, Delilah. En 2024 llevaban 20 años juntos y cinco casados, pero mantienen hogares separados.
Whitehouse es seguidor del Tottenham Hotspur de la Premier League.

## Filmografía

### Película
| Año  | Película                                  | Rol                                                 | Notas             |
| ---- | ----------------------------------------- | --------------------------------------------------- | ----------------- |
| 2000 | Kevin & Perry Go Large                    | Portero                                             |                   |
| 2004 | Harry Potter and the Prisoner of Azkaban  | Sir Cadogan                                         | Escenas Borradas  |
| 2004 | Finding Neverland                         | Director de escena                                  |                   |
| 2005 | Corpse Bride                              | William Van Dort, Mayhew, Paul el Jefe de Camareros | Solo voz          |
| 2009 | Professor Layton and the Eternal Diva     | Otis                                                | Versión en inglés |
| 2010 | Alice in Wonderland                       | Thackery Earwicket la Liebre de Marzo               | Solo voz          |
| 2010 | Burke & Hare                              | El caballero borracho                               |                   |
| 2015 | Mortdecai                                 | Spinoza                                             |                   |
| 2016 | Alice Through the Looking Glass           | Thackery Earwicket la Liebre de Marzo               | Solo voz          |
| 2017 | The Death of Stalin                       | Anastas Mikoyan                                     |                   |
| 2017 | Ghost Stories                             | Tony Matthews                                       |                   |
| 2018 | Chuck Steel: Night of the Trampires       | Barney, Gussman                                     | Solo voz          |
| 2018 | King of Thieves                           | Carl Wood                                           |                   |
| 2019 | The Personal History of David Copperfield | Sr. Peggotty                                        |                   |

### Televisión
| Año            | Televisión                                               | Rol | Notas                                                                   |
| -------------- | -------------------------------------------------------- | --- | ----------------------------------------------------------------------- |
| 1990           | A Bit of Fry and Laurie                                  | Hombre en el fondo acariciado en la audiencia | Episodio: "Episodio #2.3"                                               |
| 1990           | Vic Reeves Big Night Out                                 | David Rowells Jean-Paul Gaultier Mr. Popkins | Episodios: "Episodio #1.1" "Episode #1.5" "Episodio #1.6"               |
| 1990–1992      | Harry Enfield's Television Programme                     | Fred Git Lance Mike "Smashie" Smash Vincent | También guionista                                                       |
| 1991           | Comic Relief                                             | Mike "Smashie" Smash | Telefilme                                                               |
| 1991           | Paul Merton: The Series                                  | Carver | Episodio: "Episodio #1.6"                                               |
| 1992           | Bunch of Five                                            | Spencer Pendel | Episodio: "The Weekenders"                                              |
| 1993–1995      | The Smell of Reeves and Mortimer                         | Jimmy Lea de Slade Heinrich Himmler |                                                                         |
| 1994           | Smashie and Nicey, the End of an Era                     | Mike "Smashie" Smash | Telefilme                                                               |
| 1994–1997      | Harry Enfield & Chums                                    | Mister Dead George Doberman Julio Geordio Fred Git Lance Michael Paine | También guionista                                                       |
| 1994–2014      | The Fast Show                                            | "Desafortunado" Alf Archie Arthur Atkinson Brilliant Kid Poutremos Poutra-Poutremos Chris el Crafty Cockney El 13.er Duque de Wymbourne Lindsey Ron Manager Rowley Birkin QC Ted Varios papeles | También cocreador y guionista                                           |
| 1998           | Ted & Ralph                                              | Ted Rowley Birkin Kevin Brown | Telefilme                                                               |
| 1999           | You Ain't Seen All These, Right?                         | Varios Roles | Telefilme                                                               |
| 1999           | David Copperfield                                        | Casa de empeño | Telefilme                                                               |
| 1999           | Hooves of Fire                                           | Prancer (voz) |                                                                         |
| 2000           | Randall & Hopkirk (Deceased)                             | Sidney Crabbe | Episodio: "Una ráfaga del pasado"                                       |
| 2001           | Jumpers for Goalposts                                    | Ron Manager |                                                                         |
| 2001           | Comic Relief: Say Pants to Poverty                       | Ted | Telefilme                                                               |
| 2001           | We Know Where You Live                                   | Mike "Smashie" Smash George | Telefilme                                                               |
| 2001–2002      | Fun at the Funeral Parlour                               | Harrison Ford El agente de noticias | Episodios: "Muerte en los Valles" "El Incidente de la Garza" "Dead Aid" |
| 2001–2003      | Happiness                                                | Danny Spencer | También guionista                                                       |
| 2002           | I Love the 100 Best Top Ten Lists of the Fast Show Ever! | Varios personajes |                                                                         |
| 2002           | Legend of the Lost Tribe                                 | Prancer (voz) |                                                                         |
| 2004           | The Ultimate Pop Star                                    | Mike "Smashie" Smash | Telefilme                                                               |
| 2004           | Swiss Toni                                               | Brickabrack Lennard | Episodio: "Fothergill 2000"                                             |
| 2005           | Help                                                     | Varios personajes |                                                                         |
| 2005           | The Catherine Tate Show                                  | Papa | Episodio: "Episodio #2.5"                                               |
| 2007           | Close Encounters of the Herd Kind                        | Prancer (voz) |                                                                         |
| 2007–2012      | Harry & Paul                                             | Varios personajes | También cocreador y guionista                                           |
| 2009           | Comic Relief 2009                                        | Evan Davis Theo Profiterole Duncan Guillotine | Telefilme                                                               |
| 2009           | Horne & Corden                                           | | Episodio: "Episodio #1.4"                                               |
| 2010           | Bellamy's People                                         | Varios personajes | También director y guionista                                            |
| 2014           | The Life of Rock with Brian Pern                         | Pat Quid Mike "Smashie" Smash |                                                                         |
| 2014           | Harry and Paul's Story of the Twos                       | Varios personajes |                                                                         |
| 2015           | Nurse                                                    | Billy | También guionista                                                       |
| 2018– presente | Mortimer & Whitehouse: Gone Fishing                      | El mismo |                                                                         |
| 2020           | Smashie's Christmastastic Playlist                       | Mike "Smashie" Smash |                                                                         |
| 2021           | Murder, They Hope                                        | Monty | Episodio: "Evil Under the Bun"                                          |
| 2022           | The Lovebox in Your Living Room                          | Varios |                                                                         |
| 2023           | Paul Whitehouse: Our Troubled Rivers                     | El mismo | Documental en dos partes                                                |
| 2023           | Dodger                                                   | Royston, Jefe de los Guardias Yeomen | Episodio: "Coronación"                                                  |
| 2023-presente  | The Change                                               | | Series de televisión                                                    |
| 2027           | Harry Potter                                             | Argus Filch | Elenco recurrente                                                       |

## Premios y nominaciones
| Año  | Premio                                          | Categoría | Película o Serie         | Resultado |
| ---- | ----------------------------------------------- | --- | ------------------------ | --------- |
| 1995 | Premio del Gremio de Escritores de Gran Bretaña | TV - Entretenimiento ligero Compartido con Harry Enfield, Simon Greenall, Ian Hislop, Geoffrey Perkins, Nick Newman, Harry Thompson & Kay Stonham                              | Harry Enfield y compañía | Ganador   |
| 1996 | Premio de la Comedia Británica                  | Mejor intérprete masculino de comedia | The Fast Show            | Ganador   |
| 1997 | Premio BAFTA de televisión                      | Mejor entretenimiento ligero (programa o serie) Compartido con Charlie Higson, Sid Roberson y Mark Mylod                                                                       | The Fast Show            | Nominado  |
| 1997 | Premio del Gremio de Escritores de Gran Bretaña | TV - Entretenimiento ligero Compartido con Dave Cummings, Harry Enfield, Ian Hislop, Gary Howe, Graham Linehan, Arthur Mathews, Nick Newman, Geoffrey Perkins & Richard Preddy | Harry Enfield y compañía | Ganador   |
| 1998 | Premio BAFTA de televisión                      | Mejor entretenimiento ligero (programa o serie) Compartido con Charlie Higson y Mark Mylod                                                                                     | The Fast Show            | Ganador   |
| 1998 | Premio BAFTA de televisión                      | Mejor espectáculo de entretenimiento ligero | The Fast Show            | Ganador   |
| 1999 | Premio de la Comedia Británica                  | Mejor actor de comedia televisiva | Ted & Ralph              | Nominado  |
| 2002 | Premio BAFTA de televisión                      | Premio a la comedia de situación Compartido con David Cummings, Declan Lowney y Rosemary McGowan                                                                               | Felicidad                | Nominado  |
| 2006 | Premio BAFTA de televisión                      | Mejor programa o serie de comedia Compartido con Jane Berthoud, Chris Langham y Declan Lowney                                                                                  | Ayuda                    | Ganador   |
| 2008 | Premio del Banff World Media Festival           | Mejor programa de comedia Compartido con Harry Enfield | Harry & Paul             | Nominado  |
| 2009 | Premio de la Comedia Británica                  | Mejor programa de sketches Compartido con Harry Enfield | Harry & Paul             | Ganador   |
| 2010 | Premio de la Comedia Británica                  | Mejor programa de sketches Compartido con Harry Enfield | Harry & Paul             | Nominado  |
| 2011 | Premio BAFTA de televisión                      | Mejor programa de comedia Compartido con Harry Enfield, Sandy Johnson e Izzy Mant                                                                                              | Harry & Paul             | Ganador   |